# Birger Cnattingius
Birger Axelsson Cnattingius (ur. 29 listopada 1875 w Sztokholmie, zm. 19 lutego 1950 tamże) – szermierz reprezentujący Szwecję, uczestnik letnich igrzysk olimpijskich w Londynie w 1908 roku.